# You Need A Man
A You Need A Man című dal az amerikai énekesnő Shanice harmadik, és egyben utolsó kimásolt kislemeze a Shanice (album)|Shanice című stúdióalbumról. A dal csupán a 72. helyig jutott a Billboard R&B Hip-Hop Songs slágerlistán.
A dalhoz tartozó klipet 1999. augusztus 3-án forgatták, melyet Billie Woodruff rendezett.

## Megjelenések
CD Single  LaFace Records – 73008-24428-2
1. You Need A Man (Album Version) 3:52
2. You Need A Man (Instrumental) 3:52

## Slágerlista
| Slágerlista (1999)                                    | Legjobb helyezés |
| ----------------------------------------------------- | ---------------- |
| U.S. Billboard Hot R&B/Hip-Hop Singles & Tracks Songs | 72               |

## Közreműködő előadók
- Írta, Producer, Ének, Háttérének – Shanice
- Írta, Felvételvezető – Montell Jordan
- Vezető producer – LA & Babyface, Pete Farmer
- Mix – Kevin Davis
- Producer – Jazz The Man
- Írta – Danny Nixon